# Janusz Schwertner
Janusz Schwertner (ur. 8 lutego 1992) – polski dziennikarz, publicysta i autor książek. Zdobywca European Press Prize i czterokrotny laureat Grand Press. W latach 2013–2023 dziennikarz portalu Onet.pl, a od 2023 dyrektor programowy Grupy Iberion oraz redaktor naczelny portalu Goniec.pl. Wykładowca dziennikarstwa na Collegium Civitas w Warszawie.

## Życiorys
Pochodzi z Krakowa, gdzie ukończył VIII Liceum Ogólnokształcące. Przez trzy lata studiował filmoznawstwo, którego nie ukończył.
Karierę dziennikarską rozpoczynał w miesięcznikach: „Dlaczego”, „Bloomberg Businessweek Polska” oraz w „Przeglądzie Sportowym”. W latach 2013–2023 był dziennikarzem Onetu – początkowo w Krakowie, następnie w Warszawie. Publikował także m.in. w „Playboyu” i magazynie „Esquire”. W latach 2016–2018 był zastępcą redaktora naczelnego portalu "Polska ma Sens".
Autor głośnych śledztw dziennikarskich i reportaży o tematyce społecznej, za które otrzymał jak dotąd 11 nominacji do nagrody Grand Press. W 2017 wraz z Andrzejem Gajcym otrzymał nagrodę im. Dariusza Fikusa za „dziennikarstwo najwyższej próby” za tekst „Onet ujawnia: jak Mateusz Kijowski wystawiał faktury KOD-owi”, w którym ujawnili, że część pieniędzy ze zbiórek publicznych na Komitet Obrony Demokracji trafiała na konto firmy lidera KOD Mateusza Kijowskiego. W 2018 był nominowany m.in. do nagrody Grand Press za przygotowanie tekstu pt. „Tutaj nie jestem księdzem. Tak się pracuje w Szlachetnej Paczce”, w którym grupa ponad 20 byłych i obecnych pracowników Stowarzyszenia „Wiosna” zarzuciła szefowi organizacji ks. Jackowi Stryczkowi niewłaściwe zarządzanie ludźmi; ks. Stryczek w efekcie publikacji odszedł ze stanowiska. Także w 2018 Schwertner wraz z Andrzejem Stankiewiczem, Andrzejem Gajcym, Kamilem Dziubką i Mateuszem Baczyńskim otrzymał Grand Press w kategorii „News” za cykl „Afera taśmowa. Kelnerzy obciążają Morawieckiego”. Argumentując przyznanie nagrody, kapituła wskazała, że dziennikarze „dotarli do akt śledztwa w sprawie afery taśmowej i ujawnili m.in., że kelnerzy zeznali, iż na jednej z nagranych taśm przyszły premier miał dyskutować o zakupie nieruchomości na tzw. słupy”. W 2020 za reportaż pt. „Miłość w czasach zarazy”, w którym przedstawił druzgocący obraz polskiej psychiatrii dziecięcej, uzyskał m.in. European Press Prize, Grand Press i nagrodę im. Fikusa za „dziennikarstwo najwyższej próby”. W grudniu 2020 zajął drugie miejsce w plebistycie na „Dziennikarza Roku” organizowanym przez fundację Grand Press. W 2022 wraz z Jackiem Harłukowiczem zdobyli dwie statuetki Grand Press za artykuł pt. „Onet ujawnia nieznane oblicze prezesa Polskiego Związku Tenisowego”, w którym zarzucili Mirosławowi Skrzypczyńskiemu stosowanie przemocy wobec członków swojej rodziny i byłych zawodniczek.
W 2019 wraz z Danielem Olczykowskim i Szymonem Piegzą redagował książkę pt. „Smoleńsk. 96 wspomnień”, w której zebrał portrety ofiar katastrofy smoleńskiej. W tym samym roku z Mateuszem Baczyńskim wydał również „Antyterrorystów”. W 2020 ukazała się jego książka „Szramy. Jak psychosystem niszczy nasze dzieci” napisana wraz z Witoldem Beresiem. W 2023 z Kamilem Dziubką wydał wywiad rzekę przeprowadzony z Lechem Wałęsą pt. Wałęsa ’80. Także w 2023 premierę miał wyreżyserowany przez niego i Anitę Bugajską film dokumentalny pt. „Nic nie czuję”, poświęcony stanowi psychiatrii dziecięcej i młodzieżowej w Polsce.
W latach 2021–2022 prowadził audycję Status w Newonce.radio. W sierpniu 2023 odszedł z Onetu, a od grudnia tego samego roku jest dyrektorem programowym wydawnictwa Iberion i redaktorem naczelnym portalu Goniec.pl. Od wiosny 2025 prowadzi w serwisie YouTube programy Goniec Poranny i Prześwietlenie.

## Nagrody i wyróżnienia
- Grand Press w kategorii „News” (2018)[16]
- Nagroda im. Dariusza Fikusa za „dziennikarstwo najwyższej próby” (2018)[17]
- „Zielony Prus” – Nagroda im. Bolesława Prusa (2020)[18]
- European Press Prize(inne języki) za reportaż Miłość w czasach zarazy (2021)[19][20]
- Grand Press w kategorii „Reportaż prasowy” (2020)[21]
- Grand Press w kategorii „News” (2022)[22]
- Finalista Nagrody Newsweeka im. Teresy Torańskiej
- Finalista Nagrody im. Andrzeja Woyciechowskiego
- Wyróżnienie w konkursie „Kryształowe Pióra”
- Grand Prix Nagrody Dziennikarzy Małopolski (dwukrotnie)
- Zwycięstwo w konkursie People Awards Ringier Axel Springer Polska (czterokrotnie)
- Laureaet plebiscytów Dobry Dziennikarz 2019 oraz Zielona Gruszka
- Nominacja do nagród studenckich MediaTory za tekst „Tutaj nie jestem księdzem. Jak się pracuje w Szlachetnej Paczce”
- Grand Press (wraz z Jackiem Harłukowiczem) w kategorii „Wywiad" za rozmowę z Katarzyną Kotulą Prezes PZT to seksualny predator. Krzywdził mnie, gdy byłam dzieckiem opublikowany w Onecie[23].